# Katharina Gutensohn
Katharina Anna Gutensohn (auch: Katrin bzw. Kathrin, * 22. März 1966 in Kirchberg in Tirol; verheiratete Katharina Gutensohn-Knopf) ist eine ehemalige österreichisch-deutsche Alpin-Skirennläuferin und österreichische Skicrosserin. Sie startete 1982–1989 für Österreich und 1989–1998 für Deutschland. Zu ihren größten Erfolgen im alpinen Skirennsport zählen die Silbermedaille in der Abfahrt bei den Weltmeisterschaften in Bormio 1985 und der Gewinn des Abfahrtsweltcups 1990. Gutensohn siegte in acht Abfahrtsrennen im Skiweltcup (je vier für Deutschland und Österreich), wurde zweifache österreichische Meisterin in dieser Disziplin und startete viermal bei den Olympischen Winterspielen (1992, 1994, 1998, 2010). In ihrer zweiten Karriere im Freestyle-Skiing-Weltcup ab 2003 konnte sie zwei Skicross-Rennen gewinnen.

## Biografie

### Ski Alpin bis 1989
Gutensohn wuchs in Kirchberg in Tirol auf und absolvierte die Skihandelsschule in Stams. Brigitte Schroll trainierte im Ski Klub Kirchberg. Am 17. Dezember 1982 startete sie als 16-Jährige erstmals im Weltcup bei einem Slalom in Piancavallo. Mit Startnummer 66 erreichte sie dabei den 25. Platz. Die ersten Weltcuppunkte folgten in der Kombination von Piancavallo mit Rang sieben. Bei den Juniorenweltmeisterschaften 1983 in Sestriere gewann sie die Silbermedaille in der Kombination und die Bronzemedaille in der Abfahrt.
In der Saison 1984/85 erreichte Gutensohn mit Platz drei in der Abfahrt von Santa Caterina ihren ersten Podestplatz im Weltcup. Bei den Weltmeisterschaften im Februar 1985 in Bormio feierte sie ihren größten Erfolg: Die damals 19-Jährige gewann die Silbermedaille in der Abfahrt hinter der Schweizerin Michela Figini, zeitgleich mit deren Landsfrau Ariane Ehrat. Zu Saisonende, am 2. März 1985, krönte sie schließlich die erfolgreiche Saison mit ihrem ersten Weltcupsieg in der Abfahrt von Vail. In der folgenden Saison gewann sie weitere drei Abfahrten und wurde mit 110 Punkten Zweite im Abfahrtsweltcup, mit 5 Punkten von Maria Walliser geschlagen. Am 25. Januar 1987 erlitt sie im Training einen Kreuzbandriss und musste die Saison vorzeitig beenden (konnte somit nicht an den Weltmeisterschaften teilnehmen), danach folgten Ergebnisse unter den besten Zehn, jedoch keine Podestplatzierungen.

### Start für Deutschland seit 1989
Nachdem es zwischen der als Einzelgängerin beschriebenen Gutensohn und Vertretern der österreichischen Nationalmannschaft verstärkt Meinungsverschiedenheit gegeben hatte, sie im Januar 1989 aus disziplinarischen Gründen für drei Rennen gesperrt und nicht für die Weltmeisterschaften in Vail berücksichtigt wurde, wechselte sie nach der Saison 1988/89 zum Deutschen Skiverband. Da sie einen Deutschen geheiratet hatte, stellte der Verbandswechsel für Katharina Gutensohn-Knopf kein Problem dar. In ihrer ersten Saison beim DSV gewann sie zwei Abfahrten innerhalb von zwei Tagen in Veysonnaz, erreichte einmal Platz zwei und vier weitere Ergebnisse in den Top Ten und holte sich somit den Abfahrtsweltcup vor Petra Kronberger. Im folgenden Winter 1990/91 konnte sie erneut zwei Abfahrten gewinnen, bei den Weltmeisterschaften in Saalbach-Hinterglemm reichte es jedoch nur zu Rang acht in der Abfahrt. Im Super-G drei Tage später stürzte sie schwer und zog sich erneut einen Kreuzbandriss zu.
In ihrer Comebacksaison erreichte sie einen zweiten Platz in der Abfahrt und bei den Olympischen Winterspielen 1992 in Albertville den sechsten Rang. Im folgenden Winter verletzte sich Gutensohn abermals: Am 15. Januar 1993 stürzte sie in der Abfahrt von Cortina d’Ampezzo und riss sich das Kreuz- und Innenband im rechten Knie. In den nächsten Saisonen kam sie nach der Verletzung und nach einem Skimarkenwechsel nicht mehr an ihre früheren Spitzenergebnisse heran. Sie erreichte 1994 einen dritten Rang im Super-G und vereinzelt Platzierungen unter den ersten Zehn. Bei den Weltmeisterschaften 1996 in der Sierra Nevada wurde sie Siebte im Super-G und 15. in der Abfahrt. Ein Jahr später bei den Weltmeisterschaften in Sestriere erreichte sie Platz fünf im Super-G und Rang neun in der Abfahrt.
In ihrer letzten Weltcupsaison 1997/98 schaffte sie noch zweimal den Sprung aufs Podest. Nach den Olympischen Winterspielen 1998 in Nagano, wo sie in der Abfahrt Neunte wurde, beendete sie 31-jährig ihre Karriere im alpinen Skiweltcup. Danach bestritt sie von 1998 bis 2000 Rennen im Carving-Weltcup und war Co-Kommentatorin bei Damen-Weltcuprennen im ORF.

### Freestyle-Skiing seit 2003
Ab 2003 bestritt Gutensohn diverse Skicross-Rennen in den USA, im Dezember 2004 konnte sie ein Rennen der Jeep King of the Mountain Serie gewinnen. Ab 2005 war sie im österreichischen Skicross-Team. Am 5. März 2005 startete sie erstmals im Freestyle-Skiing-Weltcup in der Disziplin Skicross und konnte gleich ihr erstes Rennen in Grindelwald gewinnen.
Bei den Freestyle-Skiing-Weltmeisterschaften 2005 in Ruka wurde sie Elfte, 2007 in Madonna di Campiglio 17. und 2009 in Inawashiro 21. In der Weltcupsaison 2008/09 gewann sie das Skicross-Rennen in Meiringen-Hasliberg und fuhr zweimal als Zweite aufs Podest. Im Skicross-Weltcup belegte sie Rang zwei hinter Ophélie David.
Nachdem Gutensohn bei den Olympischen Winterspielen 2010 im Skicross 26. geworden war, erklärte sie am 25. Februar 2010 ihren endgültigen Rücktritt vom Spitzensport.
Zu Beginn des Jahres 2013 war sie im ORF bei der achten Staffel von Dancing Stars mit dabei.

### Privates
Gutensohn heiratete den bei der Luftwaffe beschäftigten deutschen Arzt Heinz Knopf. Sie ist Mutter von drei Kindern, zudem schloss sie ein Studium zur Sportjournalistin ab.

## Erfolge Ski Alpin

### Olympische Spiele
- Albertville 1992: 6. Abfahrt
- Lillehammer 1994: 6. Super-G, 18. Abfahrt
- Nagano 1998: 9. Abfahrt

### Weltmeisterschaften
- Bormio 1985: 2. Abfahrt
- Saalbach-Hinterglemm 1991: 8. Abfahrt
- Sierra Nevada 1996: 7. Super-G, 15. Abfahrt
- Sestriere 1997: 5. Super-G, 9. Abfahrt

### Juniorenweltmeisterschaften
- Sestriere 1983: 2. Kombination, 3. Abfahrt, 11. Riesenslalom, 11. Slalom

### Weltcupwertungen
Katharina Gutensohn gewann einmal die Disziplinenwertung in der Abfahrt.
| Saison  | Gesamt | Gesamt | Abfahrt | Abfahrt | Super-G | Super-G | Riesenslalom | Riesenslalom | Kombination | Kombination |
| Saison  | Platz  | Punkte | Platz   | Punkte  | Platz   | Punkte  | Platz        | Punkte       | Platz       | Punkte      |
| ------- | ------ | ------ | ------- | ------- | ------- | ------- | ------------ | ------------ | ----------- | ----------- |
| 1982/83 | 47.    | 21     | 34.     | 3       | –       | –       | –            | –            | 13.         | 18          |
| 1983/84 | 52.    | 18     | 23.     | 10      | –       | –       | –            | –            | 24.         | 8           |
| 1984/85 | 22.    | 59     | 6.      | 63      | –       | –       | –            | –            | –           | –           |
| 1985/86 | 11.    | 145    | 2.      | 110     | 20.     | 12      | –            | –            | 10.         | 23          |
| 1986/87 | 42.    | 21     | 17.     | 21      | –       | –       | –            | –            | –           | –           |
| 1987/88 | 33.    | 37     | 13.     | 36      | 29.     | 1       | –            | –            | –           | –           |
| 1988/89 | 37.    | 27     | 14.     | 25      | 29.     | 2       | –            | –            | –           | –           |
| 1989/90 | 12.    | 114    | 1.      | 110     | 25.     | 4       | –            | –            | –           | –           |
| 1990/91 | 11.    | 87     | 6.      | 72      | 17.     | 15      | –            | –            | –           | –           |
| 1991/92 | 30.    | 281    | 10.     | 209     | 26.     | 72      | –            | –            | –           | –           |
| 1992/93 | 45.    | 156    | 23.     | 130     | 32.     | 26      | –            | –            | –           | –           |
| 1993/94 | 41.    | 189    | 29.     | 53      | 14.     | 136     | –            | –            | –           | –           |
| 1994/95 | 42.    | 152    | 36.     | 31      | 18.     | 108     | 45.          | 13           | –           | –           |
| 1995/96 | 27.    | 296    | 16.     | 129     | 13.     | 157     | 46.          | 10           | –           | –           |
| 1996/97 | 18.    | 382    | 11.     | 207     | 9.      | 170     | 51.          | 5            | –           | –           |
| 1997/98 | 23.    | 288    | 14.     | 130     | 9.      | 152     | –            | –            | –           | –           |

### Weltcupsiege
Gutensohn errang 18 Podestplätze, davon 8 Siege:
| Datum            | Ort                | Land       | Disziplin |
| ---------------- | ------------------ | ---------- | --------- |
| 2. März 1985     | Vail               | USA        | Abfahrt   |
| 10. Januar 1986  | Bad Gastein        | Österreich | Abfahrt   |
| 16. Januar 1986  | Puy-Saint-Vincent  | Frankreich | Abfahrt   |
| 2. Februar 1986  | Crans-Montana      | Schweiz    | Abfahrt   |
| 3. Februar 1990  | Veysonnaz          | Schweiz    | Abfahrt   |
| 4. Februar 1990  | Veysonnaz          | Schweiz    | Abfahrt   |
| 8. Dezember 1990 | Zauchensee         | Österreich | Abfahrt   |
| 6. Januar 1991   | Bad Kleinkirchheim | Österreich | Abfahrt   |

### Österreichische Meisterschaften
- österreichische Meisterin in der Abfahrt 1986 und 1989

## Erfolge Freestyle-Skiing

### Olympische Spiele
- Vancouver 2010: 26. Skicross

### Weltmeisterschaften
- Ruka 2005: 11. Skicross
- Madonna di Campiglio 2007: 17. Skicross
- Inawashiro 2009: 21. Skicross

### Weltcup
- Saison 2008/09: 9. Gesamtwertung, 2. Skicross
- 5 Podestplätze, davon 2 Siege:

| Datum         | Ort                 | Land    | Disziplin |
| ------------- | ------------------- | ------- | --------- |
| 5. März 2005  | Grindelwald         | Schweiz | Skicross  |
| 14. März 2009 | Meiringen-Hasliberg | Schweiz | Skicross  |